# Корица 1 (Дятловский район)
Кори́ца 1 (бел. Карыца 1) — деревня в Даниловичском сельсовете Дятловского района Гродненской области Белоруссии. По переписи населения 2009 года в Корице 1 проживало 13 человек.

## География
Корица 1 расположена в 18 км к востоку от Дятлово, 165 км от Гродно, 5 км от железнодорожной станции Новоельня.

## История
В 1878 году Корица 1 — деревня в Дворецкой волости Слонимского уезда Гродненской губернии (15 дворов). В 1880 году — 106 жителей.
В 1905 году в Корице 1 проживало 135 человек. В 1909 году Корица 1 — деревня в Кошелёвской волости Новогрудского уезда Минской губернии (5 хозяйств, 26 жителей).
В 1921—1939 годах Корица 1 находилась в составе межвоенной Польской Республики. В 1923 году в Корице 1 было 3 хозяйства, 17 человек. В сентябре 1939 года Корица 1 вошла в состав БССР.
В 1996 году Корица 1 входила в состав колхоза «Гвардия». В деревне насчитывалось 22 хозяйства, проживало 36 человек.